# Glorieta (Passanant i Belltall)
Glorieta és un poble agregat del terme municipal de Passanant i Belltall (Conca de Barberà). A la part central del terme (750 m), s'hi arriba a través d'una carretera que surt de Passanant a Forès. Pels volts de 1162 es construí el castell de Glorieta, una de les torres actualment conserva una alçària de 16 metres. És de destacar el forn comunal, citat ja el segle xvi i que fou utilitzat fins al 1940 i una bella creu processional gòtica, d'argent i esmalts, dipositada al Museu Diocesà de Tarragona, però que retorna cada any per la festa patronal (15 d'agost).